# Karl-Hermann Zoll
Karl-Hermann Zoll (* 29. November 1948 in Biedenkopf an der Lahn) ist ein deutscher Jurist. Von 2002 bis 2014 war er Richter am Bundesgerichtshof.

## Leben
Nach Abschluss seiner juristischen Ausbildung trat er im September 1976 in den höheren Justizdienst des Landes Nordrhein-Westfalen ein. Im Dezember 1979 wurde er im Anschluss an eine Verwendung als Proberichter bei dem Landgericht und bei der Staatsanwaltschaft Bonn zum Richter am Landgericht Bonn ernannt. Von September 1986 bis August 1989 war er als wissenschaftlicher Mitarbeiter an den Bundesgerichtshof abgeordnet. Im Anschluss daran wurde er zum Richter am Oberlandesgericht Köln ernannt. Dieses Richteramt übte er – unterbrochen durch eine Abordnung als wissenschaftlicher Mitarbeiter an das Bundesverfassungsgericht in der Zeit von September 1996 bis Dezember 1998 – bis zu seiner Ernennung zum Richter am Bundesgerichtshof aus.
Am 1. Oktober 2002 ist Karl-Hermann Zoll zum Richter am Bundesgerichtshof ernannt worden und dem VI. Zivilsenat des Bundesgerichtshofes zugeordnet worden. Er gehörte vorübergehend dem IXa-Zivilsenat des Bundesgerichtshofes an. Zuletzt war er stellvertretender Vorsitzender des VI. Senats. Nach Erreichen der Altersgrenze trat er mit Ablauf des 31. Januar 2014 in den Ruhestand.

## Quelle
- Pressemitteilung des BGH Nr. 97/2002 vom 2. Oktober 2002 zur Ernennung zum Richter am Bundesgerichtshof